# Berla Mundi
Berlinda Addardey, plus connue sous le nom de Berla Mundi, est une personnalité médiatique ghanéenne née le 1er avril 1988 à Accra,. Elle est notamment comme défenseuse des droits des femmes et en tant que chanteuse,. En 2019, elle co-organise les 20e Vodafone Ghana Music Awards (VGMA) avec Kwami Sefa Kayi,. Elle co-anime six fois consécutivement le VGMA.

## Biographie

### Éducation
Berla commence ses études à la Saint-Theresa's School puis entre à l'Achimota School. Elle fait ses études supérieures à l'université du Ghana où elle étudie et est diplômée en linguistique et en psychologie. Elle étudie le français à l'Alliance française. Elle étudie également à l'Institut de journalisme du Ghana. Elle est titulaire d'une certification de la Harvard Business School Executive Education sur le développement de soi en tant que leader.

### Carrière
Berla Mundi commence sa carrière dans les médias après être devenue la deuxième dauphine du concours de beauté Miss Malaika en 2010,. Après ce début, elle co-organise l'événement et devient plus tard juge dans le même concours ce qui donne naissance à sa carrière dans l'espace médiatique. Elle travaille ensuite pendant cinq ans avec GHOne TV, une filiale du réseau EIB. Elle travaille actuellement pour TV3 Ghana, une filiale de Media General Ghana Limited,. Berla anime des émissions de téléréalité et des événements d'entreprise,,. Elle anime la première émission d'Afrique sur DSTV, Moment with MO. Elle est reconnue comme la Ghanéenne la plus influente en 2017 par Avance Media,,. En 2017, elle remporte le prix de la personnalité médiatique la plus stylée aux Glitz Style Awards fondés par Claudia Lumor.
Berla est connue pour activisme en faveur des droits des femmes,. Elle crée en 2015 la fondation Berla Mundi. Elle est également la fondatrice du projet B.You. Elle travaille avec plusieurs organisations internationales telles que Samsung, le Global Citizen Festival et d'autres. Elle lance en 2018 un projet de mentorat et d’assistanat professionnel qui vise à offrir des connaissances, des conseils et une formation en compétences aux jeunes femmes.
Mundi est une maîtresse de conférence et une hôte d'évènements qui co-organise de grands événements au Ghana et à l'étranger. Elle co-organise les émissions Miss Malaika et MTN Hitmaker, mais aussi le Global Citizen Festival, les VGMA et d'autres évènements.

## Vie privée
Berla Mundi est mariée à David Tabi. Le mariage eut lieu le 5 janvier 2024 lors d'une cérémonie privée à Accra,.

## Émissions présentées
| Année       | Titre                                | Chaîne            |
| ----------- | ------------------------------------ | ----------------- |
| 2013-2016   | Rythmz Live                          | GH One TV         |
| 2017        | Glitterati                           | GH One TV         |
| 2018        | The Late Afternoon Show              | GH One TV         |
| 2014-2018   | Miss Malaika                         | GH One TV         |
| Depuis 2017 | MTN Hitmaker                         | GH One TV, TV3    |
| 2018-2020   | Vodafone Ghana Music Awards (VGMA)   | Plusieurs chaînes |
| Depuis 2019 | New Day - Morning show               | TV3               |
| Depuis 2019 | The Day Show                         | TV3               |
| Depuis 2020 | COVID-19 360                         | TV3               |
| 2022        | Global Citizen festival - Accra      | Global Citizen    |
| 2024        | 66th Grammy's African Nominee Brunch | Grammy            |

## Distinctions
- Best female events MC – Ghana Events Awards (2017)[26].
- TV female entertainment show host of the year[27]. – RTP Awards (2018)
- Favorite TV presenter – Peoples choice celebrity awards (2017)[28].
- Media Personality of the year – Glitz Style Awards (2018)[29].
- Most Influential Media Personality- Avance Media (2020)[30].
- Ghana Woman of the Year, Young Star Award(2020)[31].
- TVET Ambassador[32].
- Speaker - Global Citizen Now conference[33].